# Opisthoncus
Opisthoncus L. Koch, 1880 è un genere di ragni appartenente alla Famiglia Salticidae.

## Distribuzione
Delle 33 specie oggi note di questo genere ben sono diffuse nel territorio Australiano; due specie sono endemiche della Nuova Guinea, la O. eriognathus e la O. inconspicuus; la O. delectabilis lo è dell'isola di Lord Howe e la O. nigrifemur della Nuova Britannia.

## Tassonomia
A dicembre 2010, si compone di 33 specie:
- Opisthoncus abnormis L. Koch, 1881 — Queensland, Nuovo Galles del Sud
- Opisthoncus albiventris L. Koch, 1881 — Nuovo Galles del Sud
- Opisthoncus alborufescens L. Koch, 1880 — Queensland, Nuovo Galles del Sud
- Opisthoncus barbipalpis (Keyserling, 1882) — Queensland
- Opisthoncus bellus (Karsch, 1878) — Nuovo Galles del Sud
- Opisthoncus bitaeniatus L. Koch, 1880 — Queensland, Nuovo Galles del Sud
- Opisthoncus clarus Keyserling, 1883 — Queensland
- Opisthoncus confinis L. Koch, 1881 — Queensland
- Opisthoncus delectabilis Rainbow, 1920 — Isola Lord Howe
- Opisthoncus devexus Simon, 1909 — Australia occidentale
- Opisthoncus eriognathus (Thorell, 1881) — Nuova Guinea
- Opisthoncus grassator Keyserling, 1883 — Queensland
- Opisthoncus inconspicuus (Thorell, 1881) — Nuova Guinea
- Opisthoncus keyserlingi Zabka, 1991 — Nuovo Galles del Sud
- Opisthoncus kochi Zabka, 1991 — Nuovo Galles del Sud
- Opisthoncus lineativentris L. Koch, 1880 — Queensland, Nuovo Galles del Sud
- Opisthoncus machaerodus Simon, 1909 — Australia occidentale
- Opisthoncus magnidens L. Koch, 1880 — Queensland, Nuovo Galles del Sud
- Opisthoncus mandibularis L. Koch, 1880 — Nuovo Galles del Sud
- Opisthoncus mordax L. Koch, 1880 — Nuovo Galles del Sud
- Opisthoncus necator L. Koch, 1881 — Nuova Guinea, Queensland, Nuovo Galles del Sud
- Opisthoncus nigrifemur Strand, 1911 — Nuova Britannia
- Opisthoncus nigrofemoratus (L. Koch, 1867) — Australia
- Opisthoncus pallidulus L. Koch, 1880 — Nuovo Galles del Sud
- Opisthoncus parcedentatus L. Koch, 1880 — Queensland, Nuovo Galles del Sud
- Opisthoncus polyphemus (L. Koch, 1867)[2] — Nuova Guinea, Queensland, Nuovo Galles del Sud
- Opisthoncus quadratarius (L. Koch, 1867) — Queensland
- Opisthoncus rubriceps (Thorell, 1881) — Queensland
- Opisthoncus serratofasciatus L. Koch, 1881 — Nuovo Galles del Sud
- Opisthoncus sexmaculatus (C. L. Koch, 1846) — Nuovo Galles del Sud
- Opisthoncus tenuipes (Keyserling, 1882) — Queensland
- Opisthoncus unicolor L. Koch, 1881 — Queensland
- Opisthoncus versimilis Peckham & Peckham, 1901 — Victoria (Australia)

### Specie trasferite
- Opisthoncus hatamensis (Thorell, 1881); trasferita al genere Diplocanthopoda Abraham, 1925, a seguito di un lavoro di Zabka del 1988[1].

### Omonimie
- Opisthoncus albiventris (Keyserling, 1881) esemplare trasferito dal genere Cytaea; un lavoro di Zabka ne ha appurato l'omonimia con Opisthoncus keyserlingi[1].
- Opisthoncus mandibularis Szombathy, 1915; un lavoro di Zabka ne ha appurato l'omonimia con Opisthoncus kochi[1].